# Língua yue

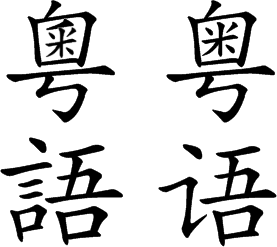
Os caracteres chineses "粵語/粤语", que representam "Yue", foram criados utilizando a fonte truetype 汉鼎简中楷/汉鼎繁中楷 com algumas modificações

Yue ou Yueh é um grupo de línguas siníticas semelhantes faladas no sul da China, particularmente nas províncias de Guangdong e Guangxi, conhecidas coletivamente como Liangguang.
O nome cantonês é frequentemente usado para todo o grupo, mas os linguistas preferem reservar esse nome para a variedade de Guangzhou (Cantão), Hong Kong e Macau, que é o dialeto de prestígio . Taishanese, da área costeira de Jiangmen, localizada a sudoeste de Guangzhou, era o idioma da maioria dos emigrantes do século XIX, de Guangdong ao Sudeste Asiático e América do Norte. A maioria dos migrantes posteriores tem sido falantes de cantonês . 
As variedades de Yue não são mutuamente inteligíveis com outras variedades de chinês.  Eles estão entre as variedades mais conservadoras em relação às consoantes finais e categorias tonais do chinês médio, mas perderam várias distinções nas consoantes inicial e medial que outras variedades chinesas mantiveram. 